# Jean-Claude Scherrer
Jean-Claude Scherrer (* 20. Juli 1978 in Uznach) ist ein Schweizer Tennisspieler.

## Karriere
Scherrer war 1996 Schweizer Junioren-Meister bei den U-18. Seine Profilaufbahn begann er 1998. In seiner Karriere gewann er 7 Doppeltitel auf der Challenger Tour und stand zweimal im Final eines Turniers der World Tour. 2006 unterlag er in Gstaad an der Seite von Marco Chiudinelli, 2009 in Chennai mit Stanislas Wawrinka. Bei Grand-Slam-Turnieren erreichte er sein bestes Ergebnis 2008 bei den French Open, als er bis in den Achtelfinal einzog.

## Erfolge
| Legende (Anzahl der Siege)                       |
| Grand Slam                                       |
| Olympische Spiele                                |
| ATP World Tour Finals                            |
| ATP Masters Series ATP World Tour Masters 1000   |
| ATP International Series Gold ATP World Tour 500 |
| ATP International Series ATP World Tour 250      |

### Doppel

#### Finalteilnahmen
| Nr. | Datum           | Turnier | Belag     | Partner            | Finalgegner             | Ergebnis |
| --- | --------------- | ------- | --------- | ------------------ | ----------------------- | -------- |
| 1.  | 10. Juli 2006   | Gstaad  | Sand      | Marco Chiudinelli  | Jiří Novák Andrei Pavel | 3:6, 1:6 |
| 2.  | 11. Januar 2009 | Chennai | Hartplatz | Stanislas Wawrinka | Eric Butorac Rajeev Ram | 3:6, 4:6 |